# صالح الدين شاه سلطان سلاغور
السلطان صالح الدين شاه ابن داينغ جلق (1705-1778) وهو أول سلطان لسلاغور. كان نجل أمير البوقس المحارب الشهير داينغ جلق. أصبحا أول سلطان لسلاغور عام 1742. كانت عائلة البوقس قد بدأت بالفعل في الاستقرار على الساحل الغربي لشبه الجزيرة الماليزية في نهاية القرن السابع عشر.

## سيرته
ولد صالح الدين باسم راجا لومو، وهو الابن الأكبر الثاني لمحارب البوقس، داينغ جلق.
استقر راجا لومو مع اثنين من زعماء البوقس الآخرين في منطقة سلاغور: راجا توا في كلاغ وداينج كيمبوجا في لينجي، جنوب لوكوت. لاقي راجا لومو معارضة من سلاطين فيرق وجوهر وكذلك من الهولنديين، لكنه تمكن في النهاية من تعزيز موقعه كسيد. وبحلول عام 1770 تعززت شرعيته بالزواج من ابنة أخ سلطان فيرق في نوفمبر 1766.
وسرعان ما أضاف إلى هذا التحالف تحالفًا آخر، من خلال تزويج ابنته إلى سلطان قدح، السلطان عبد الله مكرم شاه.